# Ereshkigal
Ereshkigal eller Ereškigal (fra ereš = dronning, frue; ki = jord; gal = stor; det vil sige "Store frue under jorden"), mesopotamisk dødsgudinde og underverdenens dronning, et skrækindjagende kvindeligt væsen i sumerisk mytologi. Hun er søster af Inanna (akkadisk Ishtar). Iblandt kaldtes hun Irkalla, navnet på dødsriget, ligesom gudenavnet Hades benyttes i græsk mytologi for både underverdenen og dens hersker; og ligesom den norrøne dødsgudinde Hel er ophav til det engelske ord hell (helvede).

## Ægtemænd
Ereshkigal var først gift med Gugalana (gu = "tyr" + gal "stor" + an "himmel" + -a "af") - "Himlens store tyr". Han blev skabt på Inannas bud for at hævne hende. Hun førte ham til Uruk, hvor han raserede omgivelserne og sænkede vandstanden i Eufrat, så markerne tørrede ud. Gilgamesh og Enkidu lykkedes i at dræbe tyren på egen hånd uden gudernes hjælp. 
Ereshkigal giftede sig senere med Nergal. Den historie er overleveret i flere versioner.  På sumerisk hed dødsriget Ganzer, som også var navn på dødsrigets indgangsport.  Nergal var oprindeligt en af Ganzers dørvogtere. Da Ereshkigal ville straffe ham for en forsømmelse, trak han hende ned af tronen efter håret, og truede med at halshugge hende. Hun tilbød ham stillingen som sin gemal, og han modtog visdommens tavle som tegn på sin nye myndighed. 

## Inanna besøger sin søster
En dag pyntede Inanna sig og begav sig til dødsriget. Hun tog en turban på, fordi hun skulle udenfor byen; smykkede sig med en halskæde af lapis lazuli; og lagde en mascara, der kaldtes "Lad en mand komme, lad ham komme".  Hun havde først instrueret sin kammerpige Ninšubur i, hvad hun skulle gøre, hvis Inanna ikke vendte tilbage. 
Den øverste dørvogter Neti spurgte Inanna, hvem hun var, og hun svarede: "Jeg er Inanna på vej mod øst." Neti spurgte hende, hvorfor hun i stedet havde rejst til "landet, ingen vender tilbage fra"? Hun svarede, at hendes ældre søsters mand var død, og at enken derfor havde indbudt til drikkeofre ved hans begravelse. 
Ved hver af Ganzers porte måtte Inanna tage noget af sig: Sin turban, sin paryk, og ved den syvende og sidste port sin kjole. Efter at hendes tøj var båret væk, og hun stod der nøgen, fik hun sin søster til at rejse sig fra tronen, og satte sig selv på den. Men anuna, de syv dommere, gik til kamp mod indtrængeren. Inannas døde krop blev hængt fra en krog. 
Tre dage efter hendes afrejse var kammerpigen Ninšubur blevet bekymret, og gennemgik de ritualer, hendes frue havde pålagt hende. Til sidst kom hun til templet for guden Enlil: "Lad ikke din datter blive dræbt i underverdenen!" Men Enlil blev vred: "Guddomsmagterne i underverdenen må man ikke forlange, for så må man også blive i underverdenen! Hvem kan forvente at komme op derfra igen?" Guden Nanna viste sig heller ikke hjælpsom; men guden Enki skrabede noget skidt af sin fingernegl og skabte deraf to galla, dæmoner, som hjalp hende med at hente Inanna op fra dødsriget. Dæmonerne smuttede ned i underverdenen "som fluer" og sagde til Ereshkigal: "Giv os liget, der hænger fra krogen!" 
Inanna vender tilbage til lyset omgivet af et frygteligt optog af dæmoner: "De kender ikke mad eller drikke....De trækker hustruen væk fra sin mands favn. De trækker barnet væk fra sin ammes bryst." Udenfor Ganzer kastede Ninšubur sig i støvet, hvor hun havde ventet på sin herskerinde. Dæmonerne tænkte sig at tage hende i bytte for Inanna; men gudinden agtede ikke at glemme sin kammerpiges trofasthed, der havde ført hende frelst ud fra dødsriget. I stedet gav hun dæmonerne sin gemal Dumuzi i bytte. 
Den sidste linje er en hyldest til dødsrigets dronning: "O Ereshkigal! Højt synger vi din pris!" 

## Nungal
Ereshkigals datter, gudinden Nungal (eller Manungal), havde rollen som dommer og fangevogter. En hymne til hende er overleveret i mere end end 50 eksemplarer fra byen Nippur, hvor den åbenbart blev benyttet som en øvelse for skriverne:
Porten i det store hus, som er en rasende storm,
en flod, der dækker alle:
Når en mand, hvis gud er utilfreds med ham, når frem til den,
overleveres han i Nungals ophøjede hænder,
fangevogtersken;
den mand holdes i et smertefuldt greb
som en vild tyr med spredte forben.
Han ledes til et sorgens hus. 
Digtet tyder på, Nungals helligdom i Ekur også tjente som fængsel.  Ifølge digtet tillod Nungal ikke, at dømte forbrydere blev henrettet, men hentede dem til sit fængsel, hvor hun sendte de håbløst onde til det evige mørke, mens de andre gennemgik en proces tilbage til livet. Hun kaldte derfor sit fængsel "Livets hus", fordi det tjente som en livmor for dem, der nærmest blev "genfødt" som nye personer. 